# Ластівка білохвоста
Ластівка білохвоста (Hirundo megaensis) — вид горобцеподібних птахів родини ластівкових (Hirundinidae). Ендемік Ефіопії.

## Поширення
Вид поширений лише в горах у регіоні Оромія на півдні Ефіопії. Виявлений навколо міст Ябело та Мега. Його природне середовище існування — високогірні тропічні чагарники. Віддає перевагу відкритим напівпосушливим лукам, де переважають акацієві ліси, а також селам. Трапляється переважно на висотах від 1500 до 1700 метрів. Іноді його також можна спостерігати на висоті 990 метрів або на висоті до 2400 метрів.

## Опис
Білохвоста ластівка досягає 13 см завдовжки і ваги 11 г. Самці мають блискучу сталево-блакитну верхню поверхню. Крила чорні з синюватим відтінком. Хвіст злегка роздвоєний. Внутрішні пір'я хвоста білі з чорними смугами, зовнішні пір'я хвоста білі на внутрішніх лопатках. Горло і нижня частина тіла білі. Самиці менш глянцеві та білі, ніж самці, і мають коротший хвіст.

## Спосіб життя
Білохвоста ластівка добуває їжу неподалік дерев, літаючи швидкими та елегантними помахами крил. Раціон складають комахи, особливо жуки. Сезон розмноження припадає на основний сезон дощів між квітнем і травнем. Гніздо має форму відкритої чаші і зазвичай будується на карнизах сільських хатин, а також на стінах колодязів, термітниках і водопропускних трубах. Кладка складається з трьох-чотирьох яєць.